# Al-Ashraf Musa
Al-Ashraf Musa, död 1254, var en egyptisk regent. Han var sultan i mamlukdynastins Egypten mellan 1250 och 1254.